# Trại Đức Lập
Trại Đức Lập (còn gọi là Doanh trại Lực lượng Đặc biệt Đức Lập hay Đồi 722) là một căn cứ quân sự cũ của Quân lực Việt Nam Cộng hòa và Quân đội Hoa Kỳ nằm ở phía tây nam Buôn Ma Thuột, Tây Nguyên. Đồi 722 ở độ cao 722m so với mặt biển, có diện tích khoảng 1 km², trên địa bàn thôn Thổ Hoàng 4, xã Đắk Sắk, huyện Đắk Mil, tỉnh Đắk Nông.

## Lịch sử

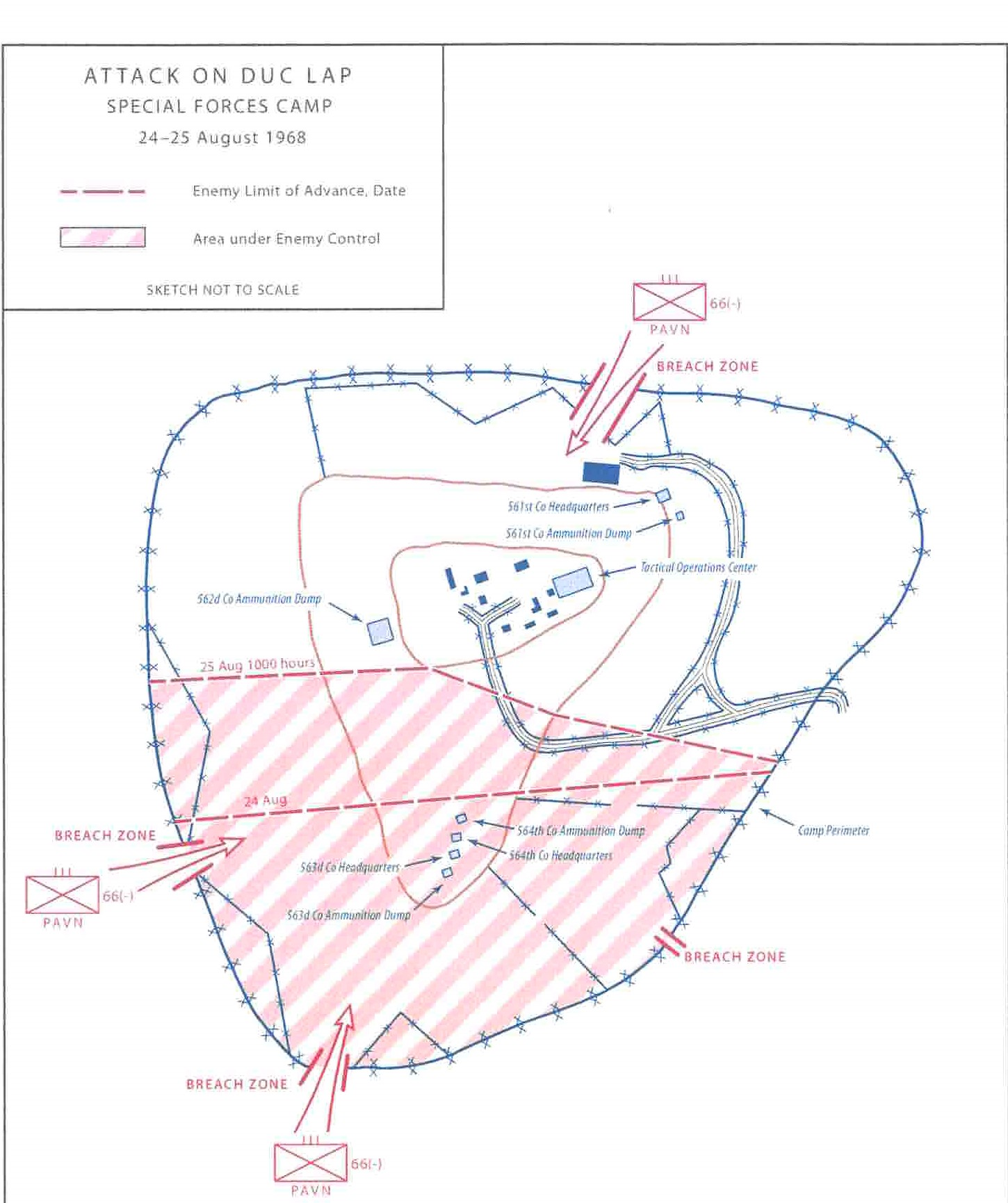
Cuộc công kích của quân cộng sản vào trại Đức Lập, 24-25 tháng 8 năm 1968

Biệt đội 5 Lực lượng Đặc biệt A-239 (Thuộc Liên đoàn 5 Lực lượng Đặc biệt Hoa Kỳ) lần đầu tiên thành lập căn cứ tại đây vào tháng 10 năm 1966. Căn cứ nằm cách thành phố Buôn Ma Thuột 67 km về phía Tây Nam và cách biên giới Campuchia 14 km.
Vào tháng 8 năm 1968, căn cứ này được Lực lượng Đặc biệt, 3 thành viên của Biệt đoàn Đặc công Nghiên cứu Thông tin Vô tuyến 403, 11 thành viên của lực lượng đặc biệt Quân lực Việt Nam cộng hòa cùng hơn 600 lính Lực lượng Dân sự chiến đấu trú đóng (Lực lượng bán quân sự).
Từ ngày 23 đến ngày 25 tháng 8 năm 1968, Trung đoàn 95C Quân đội Nhân dân Việt Nam mở cuộc tấn công vào căn cứ này nhưng đã bị đẩy lùi. Có 6 quân nhân Hoa Kỳ, 1 binh sĩ QLVNCH, 37 lính dân sự, 20 thường dân và hơn 303 quân Bắc Việt thiệt mạng trong vụ tấn công này.
Phi đoàn 20 Đặc công Hoa Kỳ từng dùng Đức Lập làm căn cứ tiền phương cho các cuộc hành quân vào Campuchia.:506
Vào tháng 10 năm 1969, Bắc Việt mở cuộc tấn công lần thứ hai bao vây căn cứ Đức Lập và Trại Bu Prang. Quân lực Việt Nam Cộng hòa đã phá vỡ thế bao vây này vào tháng 12 cùng năm.:315–6
Tháng 12 năm 1970, căn cứ này do Tiểu đoàn 96 Biệt động quân Biên phòng (đơn vị cải tuyển) đồn trú. Năm 1973 Tiểu đoàn này cùng với Tiểu đoàn 72 Bđq Biên phòng, Đồn trú ở Tiền đồn Trang Phúc, Bandon Darlac và Tiểu đoàn 89 đồn trú ở Tiền đồn Buprang, Quảng Đức được cơ cấu trở thành Liên đoàn 21 Biệt động quân Biên phòng, có nhiệm vụ tiếp ứng và phản ứng nhanh dưới sự điều động của Bộ chỉ huy Bđq Quân khu 2 và Tư lệnh Quân đoàn II.

## Ngày nay
Ngày nay, căn cứ đã được chuyển đổi mục đích sử dụng thành rừng.
Ngày 24/10/2012, căn cứ được Bộ Văn hóa, Thể thao & Du lịch công nhận là di tích lịch sử cấp Quốc gia, theo Quyết định số 4063/QĐ-BVHTTDL.